# Дзурла, Джачинто Плачидо
Джачинто Плачидо Дзурла (итал. Giacinto Placido Zurla; 2 апреля 1769, Леньяго, Миланское герцогство — 29 октября 1834, Палермо, Королевство обеих Сицилий) — итальянский куриальный кардинал, бенедиктинец. Генеральный викарий Рима с 7 января 1824 по 29 октября 1834. Титулярный архиепископ Эдессы Осроенской с 13 января 1824 по 29 октября 1834. Префект Священной Конгрегации по делам резиденций епископов с 7 января 1824 по 29 октября 1834. Губернатор Рима с 15 декабря 1828 по 29 октября 1834. Префект Священной Конгрегации образования с 3 июля 1830 по 29 октября 1834. Кардинал in pectore с 10 марта по 16 мая 1823. Кардинал-священник с 16 мая 1823, с титулом церкви Санта-Кроче-ин-Джерусалемме с 17 ноября 1823 по 29 октября 1834.